# Евстратије Печерски
Евстратије Печерски је руски православни светитељ и испосник.
Био је врло богат. Рано је примио хришћанство. Након тога, раздао је све своје имање сиромашнима и ступио у Печерски манастир, где се замонашио.
1097. године манастир је опљачкан и многе хришћани и монаси том приликом убијени. Евстратије је тада са још неколико монаха одведен у ропство у град Корсун.
Монаси су сложно одбили да се одрекну хришћанства и зато били уморени глађу. Пошто је Евстратије издржао четрнаест дана без хране био је прикован на крст и прободен копљем.
Умро је мученички 1097. године.
Православна црква прославља преподобног Евстратија 28. марта по јулијанском календару.